# Куміте
Куміте (яп. 組手 — переплетені руки) — поняття японських бойових мистецтв, що включає всі різновиди бою на татамі (тренувальний, змагальний, атестаційний), є одним з основних розділів сучасного карате, поряд з ката та кіхон.